# Weiler bei Bingen
Weiler bei Bingen település Németországban, Rajna-vidék-Pfalz tartományban. Lakosainak száma 2697 fő (2023. december 31.). Weiler bei Bingen Waldalgesheim, Bingen am Rhein, Münster-Sarmsheim, Trechtingshausen és Oberheimbach községekkel határos.

## Népesség
A település népességének változása:
| Lakosok száma | 2309 | 2552 | 2576 | 2666 | 2705 | 2697 |
|               | 1975 | 2017 | 2019 | 2021 | 2022 | 2023 |